# 家庭教師HITMAN REBORN! (動畫)
《家庭教師HITMAN REBORN!》是根據原著漫畫《家庭教師HITMAN REBORN!》改編的電視動畫作品。因追上原作進度而暫告一段落。2006年10月7日起於東京電視台系列播放。台灣於2007年5月13日起在台視播出，2010年7月1日起在衛視中文台播出；香港於2009年12月6日起在Animax播出。

## 概要
- 與原作的劇情及登場人物設定均有大幅變更(見與原作的差異)。
- 故事內容依序主要分為導入部分、瓦利亞部分、未來部分、阿爾柯巴雷諾試煉(原創)部分、初代家族篇(原創)部分、未來決戰篇
- 目標34－65加入副標題「vs瓦利亞篇」，目標74－141加入副標題「未來篇」，目標142－153加入副標題「阿爾柯巴雷諾篇」，目標154－177加入副標題「未來CHOICE篇」，目標178－189加入副標題「初代家族篇」，目標190－203加入副標題「未來決戰篇」。
- 目標20－73加入小專欄「下週的星座占卜」(占卜：潘惠子)，下集預告也縮短了。
- 目標102開始改成16:9的高清制作，並加入過場。
- 目標102－141加入小專欄「小春的春意盎然之危險角色專訪」。
- 目標143開始加長了下集預告。
- 目標155－157,179－192加入小專欄「怪物使者 阿綱」。
- 目標158－173,175－177重新加入小專欄「星座占卜環節」(占卜：潘惠子)。

## 故事簡介
僅介紹動畫原創劇情，其餘參見故事簡介。
未來篇
- 目標74－141

十年後火箭筒飛向里包恩，里包恩進入十年後火箭筒後，卻沒出現十年後的里包恩，阿綱開始尋找里包恩，阿綱一行人卻意外的進入十年後，得知他們並非到十年後而是九年又十個月，也許打敗入江正一就能找到回去的方法，於是阿綱開始艱難的訓練，然後到基地中戰鬥尋找入江正一。
阿爾柯巴雷諾篇
- 目標142－153

未來篇的插曲。在10年後的世界，入江正一告訴阿綱，單靠他的天空之戒(天空戒指)並不足以開啓他的匣子，為了要讓彭哥列戒指發揮真正的力量，因此必須取得阿爾柯巴雷諾的七個標記。為了得到標記，眾人需回到10年前的並盛町，進行阿爾柯巴雷諾們的試煉並完成試煉以取得標記。
初代家族篇
- 目標178－189

未來篇的插曲。里包恩認為在CHOICE戰鬥中敗北的阿綱與守護者還不具備能夠戰勝白蘭的實力，於是和尤尼一起決定帶著眾人回到10年前的並盛町，讓阿綱與守護者一同接受彭格列初代家族成員的試驗取得他們的認同，並以阿爾柯巴雷諾作為家庭教師進行觀察並在試驗中給予建議。

## 登場角色
| 角色                                   | 配音員        | 配音員        | 配音員              | 備註     |
| 角色                                   | 日本          | 臺灣          | 香港                | 備註     |
| 主要角色                               | 主要角色      | 主要角色      | 主要角色            | 主要角色 |
| -------------------------------------- | ------------- | ------------- | ------------------- | -------- |
| 里包恩                                 | NEEKO         | 林美秀        | 林小寶鄭佩嘉        |          |
| 里包恩                                 | 成田劍        | 于正昌        | 黎景全陳旭恆        | 大人型態 |
| 澤田綱吉                               | 國分優香里    | 雷碧文        | 郭碧珍              |          |
| 澤田綱吉                               | 浪川大輔      | 于正昌        |                     | 10年後   |
| 獄寺隼人                               | 市瀨秀和      | 于正昌        | 陳振聲              |          |
| 獄寺隼人                               | 吉田麻子      | 楊凱凱        | 郭碧珍              | 小孩時期 |
| 山本武                                 | 井上優        | 黃天佑        | 黎景全              |          |
| 笹川了平                               | 木內秀信      | 何志威        | 李建良              |          |
| 雲雀恭彌                               | 近藤隆        | 黃天佑        | 黎景全              |          |
| 六道骸                                 | 飯田利信      | 于正昌        | 陳振聲              |          |
| 庫洛姆·髑髏                            | 明坂聰美      | 楊凱凱        | 郭碧珍              |          |
| 藍波                                   | 竹內順子      | 楊凱凱        | 郭碧珍              |          |
| 藍波                                   | 津田健次郎    | 何志威        | 陳旭恆              | 大人型態 |
| 次要角色                               |               |               |                     |          |
| 笹川京子                               | 稻村優奈      | 楊凱凱        | 郭碧珍              |          |
| 三浦春                                 | 吉田仁美      | 楊凱凱        | 林小寶鄭佩嘉        |          |
| 澤田奈奈                               | 深見梨加      | 楊凱凱        | 林小寶鄭佩嘉        |          |
| 碧洋琪                                 | 田中理惠      | 林美秀        | 林小寶鄭佩嘉        |          |
| 一平                                   | 蔣里美        | 林美秀        | 郭碧珍              |          |
| 風太                                   | 三瓶由布子    | 林美秀        | 郭碧珍              |          |
| 阿爾柯巴雷諾                           |               |               |                     |          |
| 毒蛇／瑪門                             | 宍戶留美      | 楊凱凱        | 林小寶鄭佩嘉        |          |
| 風                                     | 近藤隆        | 黃天佑        | 黎景全              |          |
| 威爾帝                                 | 河野匡泰      | 于正昌        | 李建良              |          |
| 史卡魯                                 | 柳原哲也      | 楊凱凱        | 陳旭恆              |          |
| 可樂尼洛                               | 中村太亮      | 何志威        | 陳振聲              |          |
| 拉爾·米爾奇                            | 鈴木真仁      | 楊凱凱        | 郭碧珍              |          |
| 露琪                                   | 湯屋敦子      | 林美秀        | 馬慧琪              |          |
| 瓦利亞                                 |               |               |                     |          |
| XANXUS                                 | 池田政典      | 黃天佑        | 陳旭恆              |          |
| 史佩爾畢·史庫瓦羅                      | 高橋廣樹      | 何志威        | 李建良              |          |
| 貝爾飛戈爾                             | 藤原佑規      | 何志威        | 陳旭恆              |          |
| 列威·亞·坦                             | 中野裕斗      | 于正昌        | 黎景全              |          |
| 魯斯里亞                               | 湯澤幸一郎    | 于正昌        | 陳振聲              |          |
| 法蘭                                   | 國立幸        | 林美秀        |                     |          |
| 彭格列門外顧問                         |               |               |                     |          |
| 澤田家光                               | 岩崎征實      | 黃天佑        | 陳旭恆              |          |
| 巴吉爾                                 | 寺崎裕香      | 林美秀        | 陳振聲              |          |
| 歐蕾加諾                               | 水野理紗      | 雷碧文        | 林小寶              |          |
| 塔梅里克                               | 金子哈里      | 于正昌        | 陳振聲              |          |
| 墨列堤                                 | 安田裕        | 何志威        | 陳旭恆              |          |
| 彭格列初代家族                         |               |               |                     |          |
| 彭哥列一世                             | 浪川大輔      | 何志威黃天佑  | 陳振聲              |          |
| G                                      | 增田裕生      | 于正昌        |                     |          |
| 朝利雨月                               | 山本匠馬      | 黃天佑        |                     |          |
| 納克爾                                 | 木內秀信      | 何志威        |                     |          |
| 阿諾德                                 | 近藤隆        | 黃天佑        |                     |          |
| 藍寶                                   | 津田健次郎    | 何志威        |                     |          |
| D·斯佩德                               | 高坂篤志      | 于正昌        |                     |          |
| 彭格列家族其他成員                     |               |               |                     |          |
| 彭哥列九世                             | 屋良有作      | 何志威于正昌  | 黎景全李建良        |          |
| 將尼二                                 | 上原健太      | 于正昌        | 李建良              |          |
| 加百羅涅家族                           |               |               |                     |          |
| 迪諾                                   | 鎌苅健太KENN  | 何志威        | 陳旭恆              |          |
| 羅馬利歐                               | 永野廣一      | 于正昌        | 黎景全              |          |
| 伊旺·多雷克                            | 堀田勝        | 黃天佑        |                     |          |
| 波諾·休索恩                            | 高木俊        | 黃天佑        |                     |          |
| 黑曜                                   |               |               |                     |          |
| 柿本千種                               | 豐永利行      | 何志威        | 李建良              |          |
| 城島犬                                 | 內籐玲        | 黃天佑        | 陳旭恆              |          |
| M·M                                    | 石井翔子      | 楊凱凱        | 郭碧珍              |          |
| 巴茲                                   | 平野貴裕      | 何志威        | 陳旭恆              |          |
| 蘭奇亞                                 | 前田剛        | 黃天佑        | 陳旭恆              |          |
| 血腥雙子                               | 內籐玲 前田剛 | 于正昌 黃天佑 |                     |          |
| 米爾菲歐雷家族（本隊）                 |               |               |                     |          |
| 白蘭                                   | 大山鎬則      | 黃天佑        | 陳旭恆              |          |
| 桔梗                                   | 加藤和樹      | 何志威        |                     |          |
| 石榴                                   | 鄉本直也      | 黃天佑        |                     |          |
| 風鈴草                                 | 菊地美香      | 雷碧文        |                     |          |
| 雛菊                                   | 山岸門人      | 于正昌        |                     |          |
| 烏頭草                                 | 松本忍        | 于正昌        |                     |          |
| 米爾菲歐雷家族（白魔咒／傑索家族）     |               |               |                     |          |
| 入江正一                               | 豐永利行      | 何志威        | 陳振聲              |          |
| 里奧那多·利比 古伊德·葛雷柯            | 堀田勝        | 何志威        |                     |          |
| 古羅·基希尼亞                          | 川原慶久      | 何志威        | 陳旭恆              |          |
| 吉爾                                   | 上山龍司      | 黃天佑        | 黎景全              |          |
| 琴傑·布萊德                            | 小林由美子    | 林美秀        | 林小寶鄭佩嘉        |          |
| 愛麗絲·赫本                            | 本多知惠子    | 雷碧文        | 林小寶鄭佩嘉郭碧珍  |          |
| 白沙納                                 | 男爵山崎      | 于正昌        | 黎景全              |          |
| 歐爾戈爾多                             | 高岡瓶瓶      | 于正昌        | 李建良              |          |
| 尼可拉                                 | 根本滋        | 黃天佑        | 李建良              |          |
| 卡普奇諾                               | 外波山文明    | 黃天佑        | 陳旭恆              |          |
| 亞拉奇多雙胞胎                         | 日野聰        | 于正昌        |                     |          |
| 米爾菲歐雷家族（黑魔咒／吉留涅羅家族） |               |               |                     |          |
| 優尼                                   | 南條愛乃      | 林美秀        | 鄭佩嘉              |          |
| 艾莉亞                                 | 湯屋敦子      | 雷碧文林美秀  | 郭碧珍馬慧琪        |          |
| γ                                      | 井上和彥      | 黃天佑        | 陳旭恆              |          |
| 幻騎士                                 | 細見大輔      | 于正昌        | 李建良              |          |
| 太猿                                   | 道場拓人      | 于正昌        | 李建良              |          |
| 野猿                                   | 豐田奏惠      | 林美秀        | 林小寶鄭佩嘉        |          |
| 史帕納                                 | 津田健次郎    | 黃天佑何志威  | 陳旭恆              |          |
| 單多洛·基姆拉                          | 石井康嗣      | 于正昌        | 陳旭恆              |          |
| 尼葛拉·貝班克爾                        | 川本成        | 黃天佑        | 陳旭恆              |          |
| 亞培                                   | 津田英佑      | 何志威        | 陳旭恆              |          |
| 賈喬洛                                 | 川原慶久      | 黃天佑        | 陳旭恆              |          |
| 其他黑手黨相關者                       |               |               |                     |          |
| Dr.夏馬爾                              | 勝矢          | 黃天佑        | 李建良              |          |
| 羅密歐                                 | 津田健次郎    | 何志威        | 陳旭恆              |          |
| 拉薇娜                                 | 三瓶由布子    | 雷碧文        |                     |          |
| 切爾貝洛機關A                          | 庄子裕衣      | 林美秀        | 郭碧珍              |          |
| 切爾貝洛機關B                          | 庄子裕衣      | 楊凱凱        | 林小寶 鄭佩嘉       |          |
| 並盛町居民                             |               |               |                     |          |
| 黑川花                                 | 大谷美貴      | 林美秀        | 郭碧珍 林小寶鄭佩嘉 |          |
| 山本剛                                 | 松山鷹志      | 于正昌        | 李建良              |          |
| 草壁哲矢                               | 高木俊        | 黃天佑何志威  | 黎景全              |          |
| 持田劍介                               | 飯田利信      | 于正昌        | 陳旭恆              |          |
| 川平大叔                               | 松風雅也      | 黃天佑        |                     |          |

## 製作人員
- 原作：天野明
- 系列構成：岸間信明
- 人物設定：田中將賀
- 機械設定：沙倉拓實→渡邊浩二
- 小物・效果設定：渡邊浩二
- 總作畫監督：日向正樹
- 美術監督：松宮正純
- 色彩設計：山下圭子
- 攝影監督：濱雄紀
- 音樂：佐橋俊彥
- 音響監督：平光琢也、濱野一三
- 製作人：青木俊志、山西太平、片岡義朗
- 監修：石黑昇
- 監督：今泉賢一
- 製作：東京電視台、電通、ARTLAND

## 主題曲

### 片頭曲
- OP1「Drawing days」（目標1－26）

作詞、作曲：向井隆昭，編曲、歌：SPLAY
- OP2「BOYS & GIRLS」（目標27－51）

作詞、作曲、編曲、歌：LM.C
- OP3「DIVE TO WORLD」（目標52－73）

作詞：MEEKO，作曲：83，編曲、歌、演奏：CHERRYBLOSSOM
- OP4「88」（目標74－101）

作詞、作曲：LM.C，編曲：LM.C/Zentaro Watanabe，歌：LM.C
- OP5「Last cross」（目標102－126）

作詞：光岡昌美，作曲：T2ya，編曲：小高光太郎，歌：光岡昌美
- OP6「EASY GO」（目標127－153）

作詞：BCON，作曲、編曲：大島賢治，歌：加藤和樹
- OP7「Funny Sunny Day (Japanese Version)」（目標154－177）

作詞：Mika Arata，作曲：SxOxU，編曲：ヒダカトオル(BEAT CRUSADERS)/SxOxU，歌：SxOxU
- OP8「Listen to the Stereo」（目標178－203）

作詞：松本素生，作曲：松本素生/河野丈洋，編曲：GOING UNDER GROUND/ヒダカトオル(BEAT CRUSADERS)，歌：Going Under Ground

### 片尾曲
- ED1「道標」（目標1－12）

作詞：橘慶太，作曲：T2ya，編曲：Koma2 Kaz，歌：橘慶太
- ED2「ONE NIGHT STAR」（目標13－29）

作詞、作曲：坂井龍二，編曲、歌：the ARROWS
- ED3「Echo again」（目標30－38）

作詞：向井隆昭，作曲：向井隆昭、道本卓行，編曲：SPLAY、片岡大志，歌：SPLAY
- ED4「friend」（目標39－51.63）

作詞：KIKOMARU，作曲：內田"ucchy"悟，編曲：船山基紀，歌：美女甜甜圈！！！
註:第63話為聲優版，笹川京子 vs 三浦春
- ED5「Sakura addiction」（目標52－62）

作詞：向井隆昭，作曲：向井隆昭、道本卓行，編曲：SPLAY，歌：雲雀恭彌 vs 六道骸
- ED6「STAND UP!」（目標64－76）

作詞：Lead，作曲、編曲：木山清治，歌：Lead
- ED7（目標77－89）

作詞、作曲：飯田哲也，編曲：飯田哲也、Koma2 Kaz，歌：w-inds.
- ED8「CYCLE」（目標90－101）

作詞、作曲：MEEKO，編曲、歌：CHERRYBLOSSOM
- ED9（目標102－114）

作詞、作曲：森翼，編曲：鈴木Daichi秀行，歌：森翼
- ED10（目標115－126）

作詞、作曲：MEEKO，編曲：村田昭/CHERRYBLOSSOM，歌：CHERRYBLOSSOM
- ED11「Smile for...」（目標127－139）

作詞、作曲：廣瀨香美，編曲：，歌：上戶彩
- ED12（目標140－153）

作詞、作曲：森翼，編曲：鈴木Daichi秀行，歌：森翼
- ED13（目標154－165）

作詞：MEEKO，作曲：MEEKO/83，編曲：村田昭/CHERRYBLOSSOM，歌：CHERRYBLOSSOM
- ED14「gr8 story」（目標166－177）

作詞：武瑠，作曲：yuji，編曲：SuG，歌：SuG
- ED15「ファミリア」（目標178－190）

作詞、作曲：吉田安英，編曲：VNO，歌：D-51
- ED16「キャンバス」（目標191－203）

作詞：+Plus，作曲：Plus、Redwood Humberg Jr.歌：+Plus

## 各話列表
與原作一樣話數都是以「目標〇〇」表示。
| 話數                           | 日文標題                           | 中文標題                     | 改編原作                                      | 腳本               | 分鏡                    | 演出                   | 作畫監督                                                 | 播放日期           |
| 日常篇（目標1-19）             | 日常篇（目標1-19）                 | 日常篇（目標1-19）           | 日常篇（目標1-19）                            | 日常篇（目標1-19） | 日常篇（目標1-19）      | 日常篇（目標1-19）     | 日常篇（目標1-19）                                       | 日常篇（目標1-19） |
| ------------------------------ | ---------------------------------- | ---------------------------- | --------------------------------------------- | ------------------ | ----------------------- | ---------------------- | -------------------------------------------------------- | ------------------ |
| 目標1                          |                                    | 咦！我是黑手黨的第十代首領!? | 目標1(1卷)                                    | 岸間信明           | 今泉賢一                | 今泉賢一               | 田中将賀                                                 | 2006年 10月7日     |
| 目標2                          |                                    | the end of 學校!?            | 目標2,3(1卷)                                  | 岸間信明           | 今泉賢一                | 菊池勝也               | 日向正樹                                                 | 10月14日           |
| 目標3                          |                                    | 電擊！愛與恐怖的料理！       | 目標7,9,10(1,2卷)                             | 面出明美           | 江上 潔                 | 長尾 肅                | 井上善勝 宮下雄次                                        | 10月21日           |
| 目標4                          |                                    | 啊！少女心具有毀滅性         | 目標11,12(2卷)                                | 阪口和久           | 今泉賢一                | 岡崎幸男               | 泉保良輔                                                 | 10月28日           |
| 目標5                          |                                    | 風紀委員長的消遣             | 目標16(2卷)                                   | 岸間信明           | 下田正美                | 坂田 理                | 坂田 理                                                  | 11月4日            |
| 目標6                          |                                    | 你好，餃子拳！               | 目標23,24(3卷)                                | 面出明美           | 今泉賢一 いわもとやすお | いわもとやすお         | 北崎正浩                                                 | 11月11日           |
| 目標7                          |                                    | 極限！燃燒的大哥！           | 目標14(2卷)                                   | 岸間信明           | 滝沢 潤                 | 四辻たかお             | かわむらあきお                                           | 11月18日           |
| 目標8                          |                                    | 愛護家族的前輩首領           | 目標27,28(4卷)                                | 面出明美           | 新川 透                 | 松浦錠平               | 荒木弥緒 日向正樹                                        | 11月25日           |
| 目標9                          |                                    | 減少壽命的骷髏病             | 目標15(2卷)                                   | 阪口和久 岸間信明  | 長尾 肅                 | 長尾 肅                | 井上善勝 宮下雄次                                        | 12月2日            |
| 目標10                         |                                    | 嘎哈哈！爆炸的便當盒！       | 目標21(3卷)                                   | 岸間信明           | 土屋 日                 | 岡崎幸男               | 泉保良輔                                                 | 12月9日            |
| 目標11                         |                                    | 愛與死的餃子饅頭!?           | 目標25(3卷)                                   | 面出明美           | 滝沢 潤                 | 岡崎幸男 下司康弘      | 坂田 理 日向正樹 服部一郎 田中将賀                       | 12月16日           |
| 目標12                         |                                    | 師父的特訓，強化課程         | 目標32,39(4,5卷)                              | 鈴木雅詞           | 今泉賢一                | いわもとやすお         | 北崎正浩                                                 | 12月23日           |
| 目標13                         |                                    | 新春！一億元的大對決！       | 目標31(4卷)                                   | 鈴木雅詞           | 今泉賢一 四辻たかお     | 四辻たかお             | 長坂寬治 かわむらあきお                                  | 2007年 1月6日      |
| 目標14                         |                                    | 初次約會!?地獄的動物園       | 目標42(5卷)                                   | 岸間信明           | 宮下新平 今泉賢一       | 宮田 亮                | 荒木弥緒 中野りょうこ                                    | 1月13日            |
| 目標15                         |                                    | 雪仗的生存遊戲               | 目標37(5卷)                                   | 岸間信明           | 長尾 肅                 | 長尾 肅                | 高鉾 誠 井上善勝 宮下雄次 山本道隆 粟田重紀              | 1月20日            |
| 目標16                         |                                    | 逃離死亡之山！               | 目標30(4卷)                                   | 鈴木雅詞           | 土屋 日                 | 岡崎幸男               | 泉保良輔                                                 | 1月27日            |
| 目標17                         |                                    | 病房裡請保持靜音             | 目標29(4卷)                                   | 面出明美           | 新川 透                 | 下司康弘               | 日向正樹 都竹隆治 中野りょうこ 戶田真一 鳥居貴史         | 2月3日             |
| 目標18                         |                                    | 有毒的愛情巧克力             | 目標36(5卷)                                   | 岸間信明           | 今泉賢一 宮下新平       | 松浦錠平               | 日向正樹 明珍宇作 川崎愛香                               | 2月10日            |
| 目標19                         |                                    | 百發百中？什麼都排行         | 目標34(5卷)                                   | 阪口和久           | 西本由紀夫              | 四辻たかお             | 渡边浩成 福島豊明                                        | 2月17日            |
| VS黑曜篇（目標20－26）         |                                    |                              |                                               |                    |                         |                        |                                                          |                    |
| 目標20                         |                                    | 突然的襲擊                   | 目標62-64(8卷)                                | 面出明美           | 長尾 粛                 | 長尾 粛                | 井上善勝 宮下雄次                                        | 2月24日            |
| 目標21                         |                                    | 傷痕累累的朋友們                 | 目標64-67(8卷)                                | 面出明美           | 今泉賢一                | 宮田 亮                | 荒木弥緒 日向正樹                                        | 3月3日             |
| 目標22                         |                                    | 預期之外的魔掌               | 目標68-70(8卷)                                | 岸間信明 阪口和久  | 土屋 日                 | 岡崎幸男               | 泉保良輔                                                 | 3月10日            |
| 目標23                         |                                    | 最後的死氣彈                 | 目標70-72(8,9卷)                              | 鈴木雅詞           | 下司康弘                | 下司康弘               | 日向正樹                                                 | 3月17日            |
| 目標24                         |                                    | 各自的反擊                   | 目標73-76(9卷)                                | 岸間信明           | よこた 和               | よこた 和              | 荒尾英幸 吉田咲子                                        | 3月24日            |
| 目標25                         |                                    | 我想贏！覺醒的瞬間           | 目標76-78(9卷)                                | 岸間信明           | 今泉賢一 新川 透        | 浅見松雄               | 長坂寬治 かわむらあきお 鳥居貴史                         | 3月31日            |
| 目標26                         |                                    | 結束以及後續                 | 目標79-81(9,10卷)                             | 面出明美           | 今泉賢一                | 松浦錠平               | 荒木弥緒 日向正樹 吉田咲子                               | 4月7日             |
| 日常篇（目標27－33）           |                                    |                              |                                               |                    |                         |                        |                                                          |                    |
| 目標27                         |                                    | 慶祝升級的壽司大餐           | 原創+目標20(3卷)                              | 鈴木雅詞           | 長尾 粛                 | 黑田晃一郎             | 宮下雄次 山本道隆 鳥居貴史                               | 4月14日            |
| 目標28                         |                                    | 不會吧！是我殺的？           | 目標19(3卷)                                   | 三井秀樹           | 奧田誠治                | 岡崎幸男               | 泉保良輔                                                 | 4月21日            |
| 目標29                         |                                    | 情人是花椰菜？               | 目標41(5卷)                                   | 岸間信明           | 原 博                   | 山崎友正               | 早乙女 啓 土橋昭人 今泉賢一                              | 4月28日            |
| 目標30                         |                                    | 在豪華客船捉迷藏             | 目標48-50(6卷)                                | 面出明美           | よこた 和               | よこた 和              | 荒尾英幸 伊藤篤志                                        | 5月5日             |
| 目標31                         |                                    | 歡迎來到黑手黨之島           | 目標48-50(6卷)                                | 面出明美           | 松浦錠平                | 浅見松雄               | かわむらあきお                                           | 5月12日            |
| 目標32                         |                                    | 市民泳池有鯊魚               | 目標54(7卷)                                   | 鈴木雅詞           | 今泉賢一                | 松浦錠平               | 日向正樹 粟井重紀 今泉賢一                               | 5月19日            |
| 目標33                         |                                    | 負債累累的暑假？                 | 目標57,58(7卷)                                | 三井秀樹           | 高柳哲司                | 高山秀樹 助手 木村崇裕 | 森本由布希 柳瀨譲二                                      | 5月26日            |
| VS瓦利亞篇（目標34－65）       |                                    |                              |                                               |                    |                         |                        |                                                          |                    |
| 目標34                         |                                    | 瓦利亞來了！                 | 目標82-84(10卷)                               | 岸間道明           | 中野英明                | 中野英明               | 日向正樹 荒木弥緒                                        | 6月2日             |
| 目標35                         |                                    | 七枚彭哥列戒指               | 目標84,85(10卷)                               | 面出明美           | 土屋 日                 | 岡崎幸男               | 泉保良輔                                                 | 6月9日             |
| 目標36                         |                                    | 家庭教師出動                 | 目標86-88(10卷)                               | 鈴木雅詞           | 下司泰弘                | 下司泰弘               | 日向正樹 荒木弥緒                                        | 6月16日            |
| 目標37                         |                                    | 師徒搭檔到齊                 | 目標88-90(10,11卷)                            | 三井秀樹           | 高柳哲司                | 松浦錠平               | 早乙女 啓 鳥居貴史 津曲大介 都竹隆治                     | 6月23日            |
| 目標38                         |                                    | 任性小牛的失蹤               | 目標56,59(7卷)                                | 岸間道明           | 今泉賢一                | 岡崎幸男               | 梶浦伸一郎 森川 均 今泉賢一                              | 6月30日            |
| 目標39                         |                                    | 隱形敵人的目的               | 目標52,53(7卷)                                | 三井秀樹           | よこた 和               | よこた 和              | 吉田咲子 大庭小枝 小美戸幸代                             | 7月7日             |
| 目標40                         |                                    | 戒指爭奪戰開始！             | 目標90-92(11卷)                               | 鈴木雅詞           | 成田歳法                | 浅見松雄               | かわむらあきお                                           | 7月14日            |
| 目標41                         |                                    | 晴之守護者的想法             | 目標93,94(11卷)                               | 面出明美           | 高柳哲司                | 浅利藤彰               | 村上勉 桜井木ノ実 日向正樹 荒木弥緒                      | 7月21日            |
| 目標42                         |                                    | 扭轉逆境的力量               | 目標95,96(11卷)                               | 岸間信明           | 中野英明                | 中野英明               | 日向正樹 荒木弥緒 大庭小枝                               | 7月28日            |
| 目標43                         |                                    | 二十年後的雷擊               | 目標97,98(11卷)                               | 鈴木雅詞           | 土屋 日                 | 岡崎幸男               | 泉保良輔 阿部千秋                                        | 8月4日             |
| 目標44                         |                                    | 被奪走的天空之戒             | 目標99,100(12卷)                              | 三井秀樹           | 高柳哲司                | 松浦錠平               | 荒尾英幸                                                 | 8月11日            |
| 目標45                         |                                    | 驚濤駭浪的嵐之戰             | 目標101,102(12卷)                             | 面出明美           | 高柳哲司                | 神崎ユウジ             | 土橋昭人 水川弘理                                        | 8月18日            |
| 目標46                         |                                    | 戰鬥的理由                   | 目標103,104(12卷)                             | 岸間信明           | 今泉賢一                | 下司泰弘               | 日向正樹 荒木弥緒 大庭小枝                               | 8月25日            |
| 目標47                         |                                    | 最強無敵的流派               | 目標105,106(12卷)                             | 鈴木雅詞           | 成田歲法                | 左藤洋二               | アミサキリョウコ                                         | 9月1日             |
| 目標48                         |                                    | 勝負的去向                   | 目標107,108(12,13卷)                          | 三井秀樹           | よこた 和               | よこた 和              | 吉田咲子 小美戶幸代 日向正樹 荒尾英幸                    | 9月8日             |
| 目標49                         |                                    | 鎮魂歌之雨                   | 目標109-111(13卷)                             | 面出明美           | 今泉賢一                | 松浦錠平               | 日向正樹 鳥居貴史                                        | 9月15日            |
| 目標50                         |                                    | 霧之守護者來了!?             | 目標112,113(13卷)                             | 鈴木雅詞           | 高柳哲司                | 浅見松雄               | かわむらあきお                                           | 9月22日            |
| 目標51                         |                                    | 幻術vs幻術                   | 目標114,115(13卷)                             | 三井秀樹           | 土屋 日                 | 岡崎幸男               | 泉保良輔                                                 | 9月29日            |
| 目標52                         |                                    | 霧之真實                     | 目標116,117(13,14卷)                          | 岸間信明           | 下司泰弘                | 下司泰弘               | 荒尾英幸 大庭小枝                                        | 10月6日            |
| 目標53                         |                                    | 一絲的不安                   | 目標118,119(14卷)                             | 面出明美           | 成田歲法                | 左藤洋二               | たないあやこ                                             | 10月13日           |
| 目標54                         |                                    | 雲之守護者的暴走             | 目標120,121(14卷)                             | 鈴木雅詞           | 今泉賢一                | 中村近代               | 吉田咲子 日向正樹 神戶一郎 （機械作画監督）              | 10月20日           |
| 目標55                         |                                    | 決意                         | 目標122,123(14卷)                             | 三井秀樹           | 中野英明                | 浅見松雄               | かわむらあきお                                           | 10月27日           |
| 目標56                         |                                    | 獄寺的回顧                   | 原創(目標34-55的總集篇)                       | 岸間信明           | 今泉賢一                | 今泉賢一               | 荒木弥緒                                                 | 11月3日            |
| 目標57                         |                                    | 天空之戰開始！               | 目標124,125(14卷)                             | 岸間信明           | 土屋 日                 | 岡崎幸男               | 泉保良輔                                                 | 11月10日           |
| 目標58                         |                                    | 憤怒之火                     | 目標126,127(15卷)                             | 面出明美           | よこた 和               | よこた 和              | 荒尾英幸 小美戶幸代                                      | 11月17日           |
| 目標59                         |                                    | 支援者們                     | 目標128,129(15卷)                             | 鈴木雅詞           | 高柳哲司                | 左藤洋二               | アミサキリョウコ                                         | 11月24日           |
| 目標60                         |                                    | 死氣的零地點突破             | 目標129,130(15卷)                             | 三井秀樹           | 中野英明                | 中野英明               | 大庭小枝 吉田咲子                                        | 12月1日            |
| 目標61                         |                                    | 零地點突破・改               | 目標130,131(15卷)                             | 岸間信明           | 今泉賢一                | 阿宮正和               | 南 伸一郎                                                | 12月8日            |
| 目標62                         |                                    | 策略                         | 目標131,132(15卷)                             | 面出明美           | 中村憲由                | 浅見松雄               | かわむらあきお                                           | 12月15日           |
| 目標63                         |                                    | 凍結的火焰                   | 目標132,133(15卷)                             | 鈴木雅詞           | 土屋 日                 | 岡崎幸男               | 泉保良輔 阿部千秋                                        | 12月22日           |
| 目標64                         |                                    | 憤怒的真相                   | 目標133,134(15卷)                             | 三井秀樹           | 下司泰弘 今泉賢一       | 下司泰弘               | 荒尾英幸 大庭小枝 吉田咲子 日向正樹                      | 2008年 1月5日      |
| 目標65                         |                                    | 了結！                       | 目標135,136(16卷)                             | 岸間信明           | よこた 和               | よこた 和              | 荒尾英幸 荒木弥緒 落合 瞳                                | 1月12日            |
| 日常篇（目標66－73）           |                                    |                              |                                               |                    |                         |                        |                                                          |                    |
| 目標66                         |                                    | 試膽大會                     | 目標60(7卷)                                   | 面出明美           | 今泉賢一                | 左藤洋二               | アミサキリョウコ                                         | 1月19日            |
| 目標67                         |                                    | 彭哥列式教學參觀             | 目標33(4卷)                                   | 鈴木雅詞           | 土屋 日                 | 阿宮正和               | 南伸一郎                                                 | 1月26日            |
| 目標68                         |                                    | 快樂的婚禮？                 | 目標51(6卷)                                   | 三井秀樹           | 中野英明                | 中野英明               | 日向正樹 荒尾英幸 荒木弥緒                               | 2月2日             |
| 目標69                         |                                    | 可怕的犯罪三兄弟             | 目標26(4卷)                                   | 岸間信明           | 土屋 日                 | 岡崎幸男               | 泉保良輔 阿部千秋                                        | 2月9日             |
| 目標70                         |                                    | 入江正一的災難               | 目標13(2卷)                                   | 面出明美           | 中村近世                | 中村近世               | 大庭小枝 落合 瞳                                         | 2月16日            |
| 目標71                         |                                    | 以氣魄對決！絕對魔拳         | 原創+目標40(5卷)                              | 鈴木雅詞           | 土屋 日                 | 浅見松雄               | かわむらあきお 橋本正則                                  | 2月23日            |
| 目標72                         |                                    | 退學轉捩點                   | 目標4(1卷)                                    | 三井秀樹           | よこた 和               | よこた 和              | 吉田咲子 小美戸幸代                                      | 3月1日             |
| 目標73                         |                                    | 母親感恩日                   | 原創+目標22(3卷),目標55(7卷)                  | 岸間信明           | 今泉賢一                | 阿宮正和               | 南伸一郎                                                 | 3月8日             |
| 未來篇（目標74－101）          |                                    |                              |                                               |                    |                         |                        |                                                          |                    |
| 目標74                         |                                    | 10年後的世界                 | 目標136-138(16卷)                             | 岸間信明           | 今泉賢一                | 下司泰弘               | 日向正樹 荒尾英幸                                        | 3月15日            |
| 目標75                         |                                    | 基地                         | 目標139,140(16卷)                             | 面出明美           | 土屋 日                 | 岡崎幸男               | 泉保良輔                                                 | 3月22日            |
| 目標76                         |                                    | 尋找守護者                   | 目標141,142(16卷)                             | 鈴木雅詞           | 今泉賢一                | 左藤洋二               | 落合 瞳 大庭小枝                                         | 3月29日            |
| 目標77                         |                                    | 覺悟的火焰                   | 目標143,144(16,17卷)                          | 三井秀樹           | 中野英明                | 中野英明               | 荒尾英幸 吉田咲子                                        | 4月5日             |
| 目標78                         |                                    | 回到過去的線索               | 目標145,146(17卷)                             | 岸間信明           | 今泉賢一                | 浅見松雄               | かわむらあきお 橋本正則                                  | 4月12日            |
| 目標79                         |                                    | 最初的試練                   | 目標147,148(17卷)                             | 面出明美           | なかの★陽               | 阿宮正和               | 山崎正和                                                 | 4月19日            |
| 目標80                         |                                    | 不協和音                     | 目標149,150(17卷)                             | 鈴木雅詞           | 今泉賢一                | 中村近世               | 日向正樹 吉田咲子                                        | 4月26日            |
| 目標81                         |                                    | 聯手                         | 目標151,152(17卷)                             | 三井秀樹           | 土屋 日                 | 岡崎幸男               | 泉保良輔                                                 | 5月3日             |
| 目標82                         |                                    | 最強的守護者                 | 目標153,154(17,18卷)                          | 岸間信明           | 下司泰弘                | 下司泰弘               | 大庭小枝 落合 瞳                                         | 5月10日            |
| 目標83                         |                                    | 被帶來的情報                 | 目標155,156(18卷)                             | 面出明美           | 今泉賢一                | 浅見松雄               | かわむらあきお                                           | 5月17日            |
| 目標84                         |                                    | 遙遠的歸途                   | 原創                                          | 鈴木雅詞           | なかの★陽               | 左藤洋二               | 日向正樹 吉田咲子                                        | 5月24日            |
| 目標85                         |                                    | 基地在哪裏？                 | 原創+目標156(18卷)                            | 三井秀樹           | 今泉賢一                | 嵯峨 敏 吉田雄介(助手) | 山本美佳 杉藤さゆり 神本兼利(補佐)                       | 5月31日            |
| 目標86                         |                                    | 最恐怖的家庭教師             | 目標157,158(18卷)                             | 岸間信明           | 土屋 日                 | 岡崎幸男               | 泉保良輔 阿部千秋                                        | 6月7日             |
| 目標87                         |                                    | 繼承                         | 目標158,159,161,162(18卷)                     | 面出明美           | 今泉賢一                | 阿宮正和               | 荒尾英幸                                                 | 6月14日            |
| 目標88                         |                                    | 73                           | 目標160,161(18卷)                             | 三井秀樹           | 土屋 日                 | 浅見松雄               | かわむらあきお 橋本正則                                  | 6月21日            |
| 目標89                         |                                    | 悲傷的鋼琴                   | 目標161,162(18卷)                             | 三井秀樹           | 中野英明                | 中野英明               | 大庭小枝 落合 瞳                                         | 6月28日            |
| 目標90                         |                                    | 雨梟                         | 目標163,164(18卷)                             | 岸間信明           | 今泉賢一                | 熨斗谷充孝             | 阿部千秋                                                 | 7月5日             |
| 目標91                         |                                    | 相信的事物                   | 目標164-165(18,19卷)                          | 面出明美           | 今泉賢一                | 左藤洋二               | 日向正樹 吉田咲子                                        | 7月12日            |
| 目標92                         |                                    | 被委託的選擇                 | 目標166,167(19卷)                             | 鈴木雅詞           | 今泉賢一                | 嵯峨 敏                | 山本美佳 杉藤さゆり                                      | 7月19日            |
| 目標93                         |                                    | D級緊急警戒                  | 原創+目標167,168(19卷)                        | 岸間信明           | 小坂春女                | 岡崎幸男               | 泉保良輔                                                 | 7月26日            |
| 目標94                         |                                    | 被揭露的真面目               | 目標167,168(19卷)                             | 三井秀樹           | 今泉賢一                | 鄉田隼人               | かわむらあきお 崔 英旻                                   | 8月2日             |
| 目標95                         |                                    | 決擇                         | 目標169,170(19卷)                             | 面出明美           | 下司泰弘                | 下司泰弘               | 落合 瞳 大庭小枝                                         | 8月9日             |
| 目標96                         |                                    | X BURNER                     | 目標170,171(19卷)                             | 鈴木雅詞           | 今泉賢一                | 阿宮正和               | 荒尾英幸                                                 | 8月23日            |
| 目標97                         |                                    | 大追蹤                       | 原創(目標74-96的總集篇)                       | 岸間信明           | 左藤洋二                | 左藤洋二               | 日向正樹                                                 | 8月30日            |
| 目標98                         |                                    | 宣言                         | 目標172,173(19卷)                             | 三井秀樹           | 今泉賢一                | 中村近世               | 阿部千秋                                                 | 9月6日             |
| 目標99                         |                                    | 最終試驗                     | 目標173,174(19卷)                             | 面出明美           | 中野英明                | 中野英明               | 斎藤美香 日向正樹 荒木弥緒 鳥居貴史                      | 9月13日            |
| 目標100                        |                                    | 決戰前夕                     | 目標174(19卷)                                 | 面出明美           | 土屋 日                 | 熨斗谷充孝             | 泉保良輔                                                 | 9月20日            |
| 目標101                        |                                    | 夜襲                         | 目標175(20卷)                                 | 鈴木雅詞           | なかの★陽               | 嵯峨 敏 吉田雄介(助手) | 神本兼利 山本美佳                                        | 9月27日            |
| 未來篇X（目標102－141）        |                                    |                              |                                               |                    |                         |                        |                                                          |                    |
| 目標102                        |                                    | 作戰開始                     | 目標175,176(20卷)                             | 鈴木雅詞           | 今泉賢一                | 阿宮正和               | 大庭小枝 落合 瞳                                         | 10月4日            |
| 目標103                        |                                    | 第一關卡                     | 目標177(20卷)                                 | 岸間信明           | 今泉賢一                | 駒屋健一郎             | 津熊健德 かわむらあきお                                  | 10月11日           |
| 目標104                        |                                    | 因緣的魔導士                 | 目標178,179(20卷)                             | 三井秀樹           | 土屋 日                 | 久保山英一             | 日向正樹 近藤奈都子                                      | 10月18日           |
| 目標105                        |                                    | 後悔                         | 目標179-181(20卷)                             | 面出明美           | 今泉賢一                | 熨斗谷充孝             | 阿部千秋                                                 | 10月25日           |
| 目標106                        |                                    | 學生們的成長                 | 目標182,183(20卷)                             | 鈴木雅詞           | 今泉賢一                | 阿宮正和               | 荒尾英幸                                                 | 11月1日            |
| 目標107                        |                                    | 九死一生                     | 目標184,185(20卷)                             | 岸間信明           | 今泉賢一                | 山名隆史               | 泉保良輔                                                 | 11月8日            |
| 目標108                        |                                    | 男子漢的匣兵器               | 目標185,186(20,21卷)                          | 三井秀樹           | 土屋 日                 | 阿宮正部               | 落合 瞳 大庭小枝 日向正樹 近藤奈都子                     | 11月15日           |
| 目標109                        |                                    | 囚禁                         | 目標187,188(21卷)                             | 面出明美           | 今泉賢一                | 駒屋健一郎             | 福島豊明 藤原未來夫                                      | 11月22日           |
| 目標110                        |                                    | 梅洛尼基地的秘密             | 目標188,189(21卷)                             | 鈴木雅詞           | 中野英明                | 中野英明               | 日向正樹 近藤奈都子                                      | 11月29日           |
| 目標111                        |                                    | 敵人是章魚頭                 | 原創                                          | 岸間信明           | なかの★陽               | 神原敏昭               | 上牧 市 鷲田敏弥 永野美春(補佐)                          | 12月6日            |
| 目標112                        |                                    | 迴旋鏢的陷阱                 | 原創+目標189(21卷)                            | 三井秀樹           | 下司泰弘                | 下司泰弘               | 荒尾英幸 日向正樹 荒木弥緒 鳥居貴史 近藤奈都子           | 12月13日           |
| 目標113                        |                                    | 電光重現                     | 目標190,191(21卷)                             | 面出明美           | 今泉賢一                | 熨斗谷充孝             | 北原広大 泉保良輔                                        | 12月20日           |
| 目標114                        |                                    | 嵐之守護者，站起來           | 目標191,192(21卷)                             | 鈴木雅詞           | 今泉賢一                | 阿宮正和               | 日向正樹 荒木弥緒 原田幸枝 落合 瞳 斎藤美香 津曲大介     | 12月27日           |
| 目標115                        |                                    | CAI系統                      | 目標193(21卷)                                 | 岸間信明           | 土屋 日                 | 山名隆史               | 泉保良輔                                                 | 2009年 1月10日     |
| 目標116                        |                                    | 覺悟的差別                   | 目標194,195(21卷)                             | 三井秀樹           | 今泉賢一                | 阿宮正和               | 近藤奈都子                                               | 1月17日            |
| 目標117                        |                                    | 嵐之反擊                     | 目標195,196(21,22卷)                          | 面出明美           | 今泉賢一                | 熨斗谷充孝             | 阿部千秋                                                 | 1月24日            |
| 目標118                        |                                    | 公主的決意                   | 目標196,197(22卷)                             | 面出明美           | 今泉賢一                | 駒屋健一郎             | 荒尾英幸 斎藤美香                                        | 1月31日            |
| 目標119                        |                                    | 戰鬥的間隙                   | 原創(目標98-118的總集篇)                      | 三井秀樹           | 今泉賢一                | 阿宮正和               | 大庭小枝                                                 | 2月7日             |
| 目標120                        |                                    | 假想空間                     | 原創                                          | 鈴木雅詞           | 土屋 日                 | 三家本泰美             | 北原広大                                                 | 2月14日            |
| 目標121                        |                                    | 兩場戰爭                     | 原創                                          | 鈴木雅詞           | 土屋 日                 | 神原敏昭               | 奧野浩行                                                 | 2月21日            |
| 目標122                        |                                    | 最強的劍士                   | 目標197,198(22卷)                             | 岸間信明           | 今泉賢一                | 熨斗谷充孝             | 泉保良輔                                                 | 2月28日            |
| 目標123                        |                                    | 劍帝的教導                   | 目標199,200(22卷)                             | 三井秀樹           | 中野英明                | 中野英明               | 鳥居貴史                                                 | 3月7日             |
| 目標124                        |                                    | 阻擋去路的霧                 | 目標200,201(22卷)                             | 面出明美           | 今泉賢一                | 阿宮正和               | 大庭小枝 落合 瞳                                         | 3月14日            |
| 目標125                        |                                    | 後續的侵入者                 | 目標201-203(22卷)                             | 岸間信明           | 土屋 日                 | 中村近世               | 阿部千秋                                                 | 3月21日            |
| 目標126                        |                                    | 最強vs最強                   | 目標204,205(22卷)                             | 三井秀樹           | 今泉賢一                | 熨斗谷充孝             | 北原広大 泉保良輔 桝井一平                               | 3月28日            |
| 目標127                        |                                    | 妖花                         | 目標204-206(22,23卷)                          | 鈴木雅詞           | 下司泰弘                | 下司泰弘               | 日向正樹 荒尾英幸                                        | 4月4日             |
| 目標128                        |                                    | 風紀委員長駕到               | 目標206,207(23卷)                             | 面出明美           | 今泉賢一                | 駒屋健一郎             | 近藤奈都子                                               | 4月11日            |
| 目標129                        |                                    | Operation X                  | 目標207,208(23卷)                             | 岸間信明           | 中野英明                | 中野英明               | 日向正樹 荒木弥緒 ながみねけい子                         | 4月18日            |
| 目標130                        |                                    | 覺悟與怒火                   | 目標208,209(23卷)                             | 三井秀樹           | 土屋 日                 | 熨斗谷充孝             | 泉保良輔                                                 | 4月25日            |
| 目標131                        |                                    | 失控                         | 目標210,211(23卷)                             | 鈴木雅詞           | 今泉賢一                | 阿宮正和               | 大庭小枝 落合 瞳                                         | 5月2日             |
| 目標132                        |                                    | 最終防衛區域                 | 目標212,213(23卷)                             | 面出明美           | 今泉賢一                | 荻原露光               | 阿部千秋                                                 | 5月9日             |
| 目標133                        |                                    | 逆轉勝負的一步棋             | 目標214,215(23卷)                             | 岸間信明           | 下司泰弘                | 下司泰弘               | 荒尾英幸 近藤奈都子 日向正樹                             | 5月16日            |
| 目標134                        |                                    | 地獄的騎士                   | 目標216,217(24卷)                             | 三井秀樹           | 今泉賢一                | 熨斗谷充孝             | 北原広大                                                 | 5月23日            |
| 目標135                        |                                    | 抵達!!                       | 目標218(24卷)                                 | 鈴木雅詞           | 今泉賢一                | 駒屋健一郎             | 荒尾英幸 日向正樹 荒木弥緒                               | 5月30日            |
| 目標136                        |                                    | 被說出的真實                 | 目標218,219(24卷)                             | 面出明美           | 土屋 日                 | 中村近世               | 泉保良輔                                                 | 6月6日             |
| 目標137                        |                                    | 義大利主力戰                 | 目標220,221(24卷)                             | 岸間信明           | 中野英明                | 中野英明               | 大庭小枝 落合 瞳                                         | 6月13日            |
| 目標138                        |                                    | 雙胞胎的王子                 | 目標222,223(24卷)                             | 三井秀樹           | 今泉賢一                | 阿宮正和               | 近藤奈都子                                               | 6月20日            |
| 目標139                        |                                    | 憤怒的咆哮                   | 目標224,225(24卷)                             | 鈴木雅詞           | 今泉賢一                | 熨斗谷充孝             | 北原広大                                                 | 6月27日            |
| 目標140                        |                                    | 另一個天空                   | 原創+目標226,227前段(24,25卷)                 | 面出明美           | 下司泰弘                | 下司泰弘               | 斎藤美香 日向正樹                                        | 7月4日             |
| 目標141                        |                                    | 再會                         | 動畫目標74-140的總集篇 +目標229,230前半(25卷) | 岸間信明           | 今泉賢一                | 中村近世               | 桝井一平 小阪美津妃                                      | 7月11日            |
| 阿爾柯巴雷諾篇（目標142－153） |                                    |                              |                                               |                    |                         |                        |                                                          |                    |
| 目標142                        |                                    | 最強的7人                    | 原創                                          | 岸間信明           | 今泉賢一                | 駒屋健一郎             | 荒尾英幸 日向正樹 荒木弥緒                               | 7月18日            |
| 目標143                        |                                    | 第一的試練                   | 原創                                          | 三井秀樹           | 今泉賢一                | 熨斗谷充孝             | 泉保良輔 石田愛美                                        | 7月25日            |
| 目標144                        |                                    | 阿爾柯巴雷諾的印             | 原創                                          | 三井秀樹           | 今泉賢一                | 阿宮正和               | 大庭小枝 落合 瞳                                         | 8月1日             |
| 目標145                        |                                    | 守護者對決！雲與霧           | 原創                                          | 面出明美           | 中野英明                | 中野英明               | 近藤奈都子                                               | 8月8日             |
| 目標146                        |                                    | 匣兵器原型                   | 原創                                          | 鈴木雅詞           | 今泉賢一                | 荻原露光               | 北原広大 泉保良輔 石田愛美                               | 8月15日            |
| 目標147                        |                                    | 去抓住風吧                   | 原創                                          | 三井秀樹           | 今泉賢一                | 中村近世               | 阿部千秋                                                 | 8月22日            |
| 目標148                        |                                    | 繼承天空的二人               | 原創                                          | 面出明美           | 下司泰弘                | 下司泰弘               | 伊藤まさみ                                               | 8月29日            |
| 目標149                        |                                    | 里包恩的試驗                 | 原創                                          | 岸間信明           | 今泉賢一                | 駒屋健一郎             | 荒尾英幸                                                 | 9月5日             |
| 目標150                        |                                    | 被封閉的道路                 | 原創                                          | 鈴木雅詞           | 今泉賢一                | のがみかずお           | 泉保良輔 石田愛美                                        | 9月12日            |
| 目標151                        |                                    | 當彩虹齊聚一堂時             | 原創                                          | 三井秀樹           | 今泉賢一                | 阿宮正和               | 大庭小枝 落合 瞳                                         | 9月19日            |
| 目標152                        |                                    | 首領的覺悟                   | 原創                                          | 三井秀樹           | 中野英明 今泉賢一       | 中野英明               | 近藤奈都子                                               | 9月26日            |
| 目標153                        |                                    | 最後的印                     | 原創                                          | 面出明美           | 今泉賢一                | 荻原露光               | 北原広大 泉保良輔 石田愛美                               | 10月3日            |
| 未來選擇篇（目標154－177）     |                                    |                              |                                               |                    |                         |                        |                                                          |                    |
| 目標154                        |                                    | 通往下一階的戰鬥             | 原創(目標102-135的總集篇)                     | 岸間信明           | 今泉賢一                | 水井 舞                | 水井 舞                                                  | 10月10日           |
| 目標155                        |                                    | 真6弔花                      | 目標228(25卷)                                 | 岸間信明           | 下司泰弘                | 下司泰弘               | 日向正樹 荒尾英幸                                        | 10月17日           |
| 目標156                        |                                    | 可靠的同伴                   | 目標230後半,231(25卷)                         | 三井秀樹           | 原 博                   | 中村近世               | 泉保良輔                                                 | 10月24日           |
| 目標157                        |                                    | 並盛的休息日                 | 原創+目標231(25卷)                            | 鈴木雅詞           | 今泉賢一                | のがみかずお           | 阿部千秋                                                 | 10月31日           |
| 目標158                        |                                    | 溫暖的地方                   | 原創+目標232後半(25卷)                        | 面出明美           | 今泉賢一                | 駒屋健一郎             | 近藤奈都子                                               | 11月7日            |
| 目標159                        |                                    | 為了夥伴                     | 原創                                          | 岸間信明           | 中野英明                | 中野英明               | 大庭小枝 落合 瞳                                         | 11月14日           |
| 目標160                        |                                    | 獲得機動力                   | 原創+目標232(25卷)                            | 三井秀樹           | 今泉賢一                | 荻原露光               | 北原広大 石田愛美                                        | 11月21日           |
| 目標161                        |                                    | Air-Bike                     | 原創+目標233(25卷)                            | 鈴木雅詞           | 原 博                   | 阿宮正和               | 荒尾英幸 日向正樹                                        | 11月28日           |
| 目標162                        |                                    | 天空的彭哥列匣               | 目標233,234(25卷)                             | 面出明美           | 今泉賢一                | 中村近世               | 泉保良輔                                                 | 12月5日            |
| 目標163                        |                                    | 恐怖！基地大騷動             | 原創+目標235前半(25卷)                        | 鈴木雅詞           | 今泉賢一                | 駒屋健一郎             | 近藤奈都子 荒木弥緒                                      | 12月12日           |
| 目標164                        |                                    | 彭哥列匣修行開始             | 目標235後半,236前半(25,26卷)                  | 三井秀樹           | 土屋 日                 | のがみかずお           | 阿部千秋 北原広大                                        | 12月19日           |
| 目標165                        |                                    | 罷工宣言                     | 目標236後半,237(26卷)                         | 岸間信明           | 下司泰弘                | 下司泰弘               | 日向正樹                                                 | 12月26日           |
| 目標166                        |                                    | 同心協力                     | 目標238(26卷)                                 | 面出明美           | 今泉賢一                | 阿宮正和               | 大庭小枝 ながみねけい子                                  | 2010年 1月9日      |
| 目標167                        |                                    | 決戰之日                     | 目標239,240(26卷)                             | 三井秀樹           | 今泉賢一                | 荻原露光               | 泉保良輔 阿部千秋                                        | 1月16日            |
| 目標168                        |                                    | CHOICE開始                   | 目標241,242前段(26卷)                         | 岸間信明           | 中野英明                | 中野英明               | 荒尾英幸 近藤奈都子                                      | 1月23日            |
| 目標169                        |                                    | 天空獅子 Ver.V.              | 目標242後段,243,244(26卷)                     | 鈴木雅詞           | 原 博                   | 中村近世               | 泉保良輔 北原広大                                        | 1月30日            |
| 目標170                        |                                    | 因緣的對決                   | 目標245,246(26卷)                             | 面出明美           | 今泉賢一                | 駒屋健一郎             | 日向正樹                                                 | 2月6日             |
| 目標171                        |                                    | 復仇                         | 目標247,248(26,27卷)                          | 三井秀樹           | 今泉賢一                | 阿宮正和               | 荒木弥緒 大庭小枝 ながみねけい子                         | 2月13日            |
| 目標172                        |                                    | 桔梗強襲                     | 目標249,250前段(27卷)                         | 岸間信明           | 原 博                   | のがみかずお           | 阿部千秋                                                 | 2月20日            |
| 目標173                        |                                    | CHOICE結束                   | 目標250後段,251(27卷)                         | 鈴木雅詞           | 下司泰弘                | 下司泰弘               | 荒尾英幸 近藤奈都子                                      | 2月27日            |
| 目標174                        |                                    | 未來的真相                   | 目標252,253前段(27卷)                         | 面出明美           | 今泉賢一                | 熨斗谷充孝             | 泉保良輔                                                 | 3月6日             |
| 目標175                        |                                    | 優尼光臨                     | 目標253後段,254,255前段(27卷)                 | 三井秀樹           | 中野英明                | 中野英明               | 日向正樹                                                 | 3月13日            |
| 目標176                        |                                    | 逃脫                         | 目標255-257前半(27卷)                         | 岸間信明           | 前島健一                | のがみかずお           | 北原広大 石田愛美                                        | 3月20日            |
| 目標177                        |                                    | 戰鬥之後                     | 原創(目標162-176的總集篇)                     | 勝呂悠香           | 今泉賢一                | 駒屋健一郎             | ながみねけい子                                           | 3月27日            |
| 初代家族篇（目標178－189）     |                                    |                              |                                               |                    |                         |                        |                                                          |                    |
| 目標178                        |                                    | 初代家族來了！               | 原創                                          | 岸間信明           | 今泉賢一                | 熨斗谷充孝             | 阿部千秋                                                 | 4月3日             |
| 目標179                        |                                    | 繼承．開始                   | 原創                                          | 三井秀樹           | 今泉賢一                | 阿宮正和               | 大庭小枝 荒尾英幸                                        | 4月10日            |
| 目標180                        |                                    | 雨之守護者的使命             | 原創                                          | 三井秀樹           | 今泉賢一                | のがみかずお           | 泉保良輔                                                 | 4月17日            |
| 目標181                        |                                    | 激烈的雷擊                   | 原創                                          | 鈴木雅詞           | 中野英明                | 中野英明               | 日向正樹                                                 | 4月24日            |
| 目標182                        |                                    | 沉寂之嵐                     | 原創                                          | 面出明美           | 今泉賢一                | 熨斗谷充孝             | 阿部千秋                                                 | 5月1日             |
| 目標183                        |                                    | 孤傲的浮雲                   | 原創                                          | 岸間信明           | 今泉賢一                | 駒屋健一郎             | 荒木弥緒 ながみねけい子                                  | 5月8日             |
| 目標184                        |                                    | 晴光流雲                     | 原創                                          | 岸間信明           | 今泉賢一                | のがみかずお           | 小林ゆりか 佐藤友子 泉保良輔                             | 5月15日            |
| 目標185                        |                                    | 被設下的陷阱                 | 原創                                          | 三井秀樹           | 下司泰弘                | 下司泰弘               | 荒尾英幸 近藤奈都子                                      | 5月22日            |
| 目標186                        |                                    | 幻惑之霧                     | 原創                                          | 鈴木雅詞           | 今泉賢一                | 熨斗谷充孝             | 泉保良輔                                                 | 5月29日            |
| 目標187                        |                                    | 背叛的記憶                   | 原創                                          | 面出明美           | 今泉賢一                | 阿宮正和               | 日向正樹 大庭小枝                                        | 6月5日             |
| 目標188                        |                                    | 初代的意志                   | 原創                                          | 勝呂悠香           | 今泉賢一                | のがみかずお           | 清水恵蔵 佐藤友子                                        | 6月12日            |
| 目標189                        |                                    | 家族的覺悟                   | 原創(目標178-188的總集篇)                     | 三井秀樹           | 今泉賢一                | 駒屋健一郎             | ながみねけい子                                           | 6月19日            |
| 未來決戰篇（目標190－203）     |                                    |                              |                                               |                    |                         |                        |                                                          |                    |
| 目標190                        |                                    | 真6弔花來襲                  | 目標257後段,258(27卷)                         | 岸間信明           | 今泉賢一                | のがみかずお           | 阿部千秋 泉保良輔                                        | 6月26日            |
| 目標191                        |                                    | 修羅開匣                     | 目標259,260(28卷)                             | 三井秀樹           | 中野英明                | 中野英明               | 日向正樹 荒尾英幸                                        | 7月3日             |
| 目標192                        |                                    | 阿諾德的手銬                 | 目標261,262前段(28卷)                         | 鈴木雅詞           | 今泉賢一                | 熨斗谷充孝             | 泉保良輔 佐藤友子                                        | 7月10日            |
| 目標193                        |                                    | D·斯佩德的魔鏡               | 目標262後段,263(28卷)                         | 面出明美           | 今泉賢一                | 阿宮正和               | 近藤奈都子 大庭小枝                                      | 7月17日            |
| 目標194                        |                                    | 決戰開始                     | 目標264,265(28卷)                             | 岸間信明           | 今泉賢一                | 鈴木吉男               | 阿部千秋                                                 | 7月24日            |
| 目標195                        |                                    | G的弓箭                      | 目標266,267前段(28卷)                         | 三井秀樹           | 下司泰弘                | 下司泰弘               | 日向正樹 斎藤美香 荒木弥緒                               | 7月31日            |
| 目標196                        |                                    | 藍寶之盾                     | 目標267後段,268(28卷)                         | 鈴木雅詞           | 今泉賢一                | 中村近世               | 泉保良輔 阿部千秋                                        | 8月7日             |
| 目標197                        | ナックルの極限(マキシマム)ブレイク | 納克爾的極限Break            | 目標269,270前段(29卷)                         | 面出明美           | 今泉賢一 原 博          | 駒屋健一郎             | 荒尾英幸                                                 | 8月14日            |
| 目標198                        | 最後の真6弔花                      | 最後的真6弔花                | 目標270後段,271(29卷)                         | 岸間信明           | 今泉賢一                | 熨斗谷充孝             | 美夷豆 隙 佐藤友子                                       | 8月21日            |
| 目標199                        | GHOST(ゴースト)覚醒                | GHOST覺醒                    | 目標272,273(29卷)                             | 三井秀樹           | 中野英明                | 中野英明               | 日向正樹 大庭小枝                                        | 8月28日            |
| 目標200                        | 欲望に満ちた大空                   | 充滿慾望的天空               | 原創+目標274,275(29卷)                        | 鈴木雅詞           | 今泉賢一                | 阿宮正和               | 泉保良輔                                                 | 9月4日             |
| 目標201                        | 全てが大事な時間                   | 一切回憶皆可貴               | 原創+目標276,277(29卷)                        | 面出明美           | 今泉賢一                | 中村近世               | 吉川真帆 阿部千秋                                        | 9月11日            |
| 目標202                        | 「海」「貝」「虹」                 | 「海」「貝」「虹」           | 目標278,279,280(29卷)                         | 岸間信明           | 今泉賢一                | 駒屋健一郎             | 近藤奈都子                                               | 9月18日            |
| 目標203                        | 新しい未来へ                       | 前往新的未來                 | 目標281,282(30卷)                             | 面出明美           | 今泉賢一                | 下司泰弘               | 日向正樹 荒尾英幸 荒木弥緒 阿部千秋 田中将賀(總作畫監督) | 9月25日            |

## 播放電視台
日本
| 播放地區       | 播放電視台   | 播放日期                                                                      | 播放時間（UTC+9）                                                             | 所屬聯播局          | 備註   |
| -------------- | ------------ | ----------------------------------------------------------------------------- | ----------------------------------------------------------------------------- | ------------------- | ------ |
| 關東廣域圈     | 東京電視台   | 2006年10月7日－2010年9月25日                                                  | 星期六 10時30分－11時00分                                                     | 東京電視網          | 製作局 |
| 大阪府         | 大阪電視台   | 2006年10月7日－2010年9月25日                                                  | 星期六 10時30分－11時00分                                                     | 東京電視網          |        |
| 愛知縣         | 愛知電視台   | 2006年10月7日－2010年9月25日                                                  | 星期六 10時30分－11時00分                                                     | 東京電視網          |        |
| 岡山縣、香川縣 | 瀨戶內電視台 | 2006年10月7日－2010年9月25日                                                  | 星期六 10時30分－11時00分                                                     | 東京電視網          |        |
| 北海道         | TV北海道     | 2006年10月7日－2010年9月25日                                                  | 星期六 10時30分－11時00分                                                     | 東京電視網          |        |
| 福岡縣         | TVQ九州放送  | 2006年10月7日－2010年9月25日                                                  | 星期六 10時30分－11時00分                                                     | 東京電視網          |        |
| 日本全國       | BS JAPAN     | 2006年10月19日－2010年10月7日                                                 | 星期四 19時00分－19時30分                                                     | 東京電視網 衛星電視 |        |
| 日本全國       | AT-X         | 2007年6月5日－2009年9月29日 2009年10月9日－2011年4月29日                      | 星期二 10時00分－10時30分 星期五 10時30分－11時00分                           | 衛星電視            | 有重播 |
| 日本全國       | ANIMAX       | 2008年2月6日－4月23日 2008年5月8日－2011年6月30日 2011年7月7日－2012年2月16日 | 星期三 22時00分－22時30分 星期四 19時00分－19時30分 星期四 19時30分－20時00分 | 衛星電視            | 有重播 |
| 滋賀縣         | 琵琶湖放送   | 2008年4月22日－2011年5月31日 2011年6月6日－10月24日                           | 星期二 5時40分－6時10分 星期一、二 5時40分－6時10分                           | 獨立局              |        |
| 石川縣         | 北陸放送     | 2008年9月30日－2011年3月29日                                                  | 星期二 16時24分－16時52分                                                     | 日本新聞網          |        |

台灣
| 播放電視台 | 播放日期                     | 播放時間（UTC+8）             | 播放集數 | 備註     |
| ---------- | ---------------------------- | ----------------------------- | -------- | -------- |
| 台灣電視台 | 2007年5月13日－2008年6月1日  | 星期日 18時00分－18時30分     | 1－203   |          |
| 台灣電視台 | 2008年6月8日－8月24日        | 星期日 17時30分－18時00分     | 1－203   | [ 註 1 ] |
| 台灣電視台 | 2008年8月30日－9月20日       | 星期六 18時00分－18時30分     | 1－203   |          |
| 台灣電視台 | 2008年9月27日－2011年5月14日 | 星期六 18時30分－19時00分     | 1－203   | [ 註 2 ] |
| 台灣電視台 | 2011年1月25日－3月2日        | 星期一至五 18時00分－19時00分 | 52－101  | [ 註 3 ] |
| 台灣電視台 | 2008年9月16日－9月30日       | 星期一至五 18時00分－19時00分 | 1－21    | [ 註 4 ] |
| 台灣電視台 | 2009年5月22日－7月2日        | 星期一至五 17時30分－18時00分 | 22－51   | [ 註 5 ] |
| 三立都會台 | 2008年2月18日－4月28日       | 星期一至五 17時00分－18時00分 | 1－51    |          |
| 三立都會台 | 2008年6月12日－8月20日       | 星期一至五 17時00分－18時00分 | 1－51    |          |
| 三立都會台 | 2009年8月3日－10月12日       | 星期一至五 17時00分－17時30分 | 1－51    |          |
| 衛視中文台 | 2010年7月1日－9月10日        | 星期一至五 18時00分－18時30分 | 52－103  |          |
| 衛視中文台 | 2010年9月13日－11月15日      | 星期一至五 17時00分－17時30分 | 104－152 |          |

其他地區
| 八度空間 星期六 15:00－16:00 節目 2012年1月14日 15:00－15:30 | 八度空間 星期六 15:00－16:00 節目 2012年1月14日 15:00－15:30 | 八度空間 星期六 15:00－16:00 節目 2012年1月14日 15:00－15:30 |
| ------------------------------------------------------------ | ------------------------------------------------------------ | ------------------------------------------------------------ |
|                                                              | 家庭教師 第1－105集 （2011年1月15日－2012年1月14日）         |                                                              |
| 秦时明月                                                     | 妖精的尾巴                                                   |                                                              |

## 網路廣播
電視動畫的連動網路廣播節目，在MMV的 官方網站 上配信。

### 第一期
自2007年9月10日到2008年7月20日配信。每週一更新。有時會有特別來賓。2007年12月2日公開錄音。2008年5月中旬在日本3都市(東京、大阪、名古屋)公開錄音。第二期開始配信後，第一期的全部清除。
主持人
- 市瀬秀和（獄寺隼人）
- 井上優（山本武）
- 石橋利香（助手）
- 藤原祐規（貝爾飛格爾）：在市瀬秀和休息期間(第29～34回)代替

特別來賓
- 第9回：（里包恩）
- 第10回：國分優香里（澤田綱吉）
- 第11回：飯田利信（六道骸）途中參加。片岡義朗（製片人）
- 第12回：近藤隆（雲雀恭彌）
- 第13回：内藤玲（城島犬）、鈴木真仁（拉爾·米爾奇）
- 第17回：藤原祐規（貝爾飛哥爾）
- 第20回：吉田仁美（三浦春）
- 第22回：稻村優奈（笹川京子）
- 第25回：木內秀信（笹川了平）
- 第26回：飯田利信（六道骸）
- 第27回：（一平）
- 第30回：今泉賢一（動畫監督）
- 第32回：大谷美貴（黑川花）
- 第36回：高木俊（草壁哲矢）
- 第37回、第38回：藤原祐規（貝爾飛格爾）
- 第40回：湯澤幸一郎（魯斯里亞）
- 第41回：高橋廣樹（史佩爾畢·史庫瓦羅）

### 第二期
自2008年7月21日到2009年7月13日配信。每週一更新。特別篇於2009年8月下旬在日本3都市(東京、名古屋、大阪)公開錄音，並自2009年10月12日至11月2日放在官網上。第三期開始配信後，第二期的全部清除。
主持人
- 市瀬秀和（獄寺隼人）
- 井上優（山本武）
- 飯田利信（六道骸）：「神出鬼沒的主持人」，就字面上的意思，誰也不知道他什麼時候出現……
- （里包恩）、國分優香里（澤田綱吉）：只有第13回

特別來賓
- 第3回：(里包恩)
- 第7回：木內秀信(笹川了平)
- 第10回：（太猿）
- 第12回：（里包恩）、國分優香里（澤田綱吉）
- 第13回：市瀬秀和（獄寺隼人）、井上優（山本武）(這回的主持人是、國分優香里)
- 第25、26回：豐永利行（入江正一、柿本千種）
- 第27回：澤田宗吉
- 第50回：吉田仁美（三浦春）
- 特別篇1、2﹝東京﹞：飯田利信（六道骸）
- 特別篇3﹝名古屋﹞、4﹝大阪﹞：藤原祐規（貝爾飛哥爾）

### 第三期
自2009年7月20日到10月5日配信。每週一更新。每集都有特別來賓。第四期開始配信後，第三期的全部清除。
主持人
- 市瀨秀和（獄寺隼人）
- 井上優（山本武）

特別來賓
- 第1、2回：中村太亮（可乐尼洛）
- 第3回：近藤隆（云雀恭弥）、饭田利信（六道骸）
- 第4、5回：宍戶留美（瑪門）
- 第6回：近藤隆（雲雀恭彌、風）、飯田利信（六道骸）
- 第7回：湯屋敦子（艾莉亞）
- 第8回：成田劍（大人里包恩）
- 第9、10回：河野匡泰（威爾帝）
- 第11、12回：柳原哲也（史卡魯）

### 第四期
自2009年11月9日開始配信。每週一更新。
主持人
- 市瀨秀和（獄寺隼人）
- 井上優（山本武）

特別來賓
- 第1、2回：津田健次郎（史帕那、大人藍波）
- 第3、4回：上原健太（將尼二）
- 第5、6回：KENN（迪諾）
- 第7、9回：明坂聰美（庫洛姆·髑髏）
- 第10、11回：山岸門人（雛菊）
- 第12、13回：豐永利行（入江正一）
- 第14、15回：細見大輔（幻騎士）
- 第16、17回：大山鎬則（白蘭）
- 第18、19回：南條愛乃（優尼）
- 第20回：市瀨秀和（獄寺隼人）、井上優（山本武）

### 第五期
自2010年4月7日開始配信。每週一更新。
主持人
- （里包恩）

特別來賓
- 第1、2、3回：市瀨秀和（獄寺隼人）、國分優香里（澤田綱吉）、池田政典（XANXUS）
- 第4回：KENN（迪諾）
- 第5、6回：近藤隆（云雀恭弥）、藤原祐規（貝爾飛哥爾）
- 第7、8回：井上優（山本武）、高橋廣樹（史佩爾畢·史庫瓦羅）

### 第六期
自2010年8月9日開始配信，至2011年1月24日結束。每月第二、第四個星期一更新。
主持人
- 第1、2回：市瀨秀和(獄寺隼人)、井上優(山本武)
- 第3、4回：國分優香里(澤田綱吉)、ニーコ(里包恩)、竹內順子(藍波)
- 第5、6回：木內秀信(笹川了平)、KENN(迪諾)
- 第7、8回：近藤隆(云雀恭弥)、加藤和樹(桔梗)、山岸門人(雛菊)
- 第9、10回：井上優(山本武)、松本忍(狼毒)、鄉本直也(石榴)
- 第11、12回：豐永利行(入江正一)、菊池美香(鈴蘭)、大山鎬則(白蘭)

### 第七期
自2011年1月24日開始配信，至2011年2月14日結束。每月第二、第四個星期一更新。
主持人
- 市瀨秀和(獄寺隼人)、井上優(山本武)

特別來賓
- 第3、4回：國立幸(弗蘭)

## CD
以下皆由PONY CANYON發行。

### 主題曲
《OPENING & ENDING THEME SONGS》
- 發售資訊：2008年2月20日發售（PCCA-02635）
- Oricon排名：過去最高 21位，登場回数 13回[17]
- 曲目：
  - 片頭曲：Drawing days、BOYS & GIRLS、DIVE TO WORLD
  - 片尾曲：、ONE NIGHT STAR、Echo again、friend、Sakura addiction、friend〜TV Version〜

《OPENING & ENDING THEME SONGS 2》
- 發售資訊：2009年8月19日發售（PCCA-02994）
- Oricon排名：過去最高 14位，登場回数 9回[19]
- 曲目：
  - 片頭曲：88、Last cross、EASY GO、Funny Sunny Day、LISTEN TO THE STEREO!!
  - 片尾曲：Stand Up!、CYCLE、Smile for...

### OST

- 發售資訊：2006年12月20日發售（PCCR-00441）


- 發售資訊：2007年4月18日發售（PCCR-00449）
- Oricon排名：過去最高 295位，登場回数 1回[22]


- 發售資訊：2008年8月20日發售（PCCG-00910）
- Oricon排名：過去最高 162位，登場回数 2回[24]


- 發售資訊：2010年9月15日發售（PCCG-01120）
- Oricon排名：過去最高 154位，登場回数 1回[26]

### 角色歌曲

#### 合輯
- 發售資訊：2007年7月4日發售（PCCG-00838）
- Oricon排名：過去最高 31位，登場回数 10回[28]

| 曲目 1. （Inst.） 2. ／笹川了平（家庭教師：可樂尼洛） 3. ／藍波 4. ／獄寺隼人（家庭教師：Dr.夏馬爾） 5. ／笹川京子，三浦春，大人一平 6. ／山本武（家庭教師：山本剛） 7. ／六道骸（城島犬、柿本千種） 8. ／雲雀恭彌（家庭教師：迪諾） 9. ／澤田綱吉（家庭教師：里包恩） 10. ／澤田綱吉 with 彭哥列家族 | 聲優 - 里包恩／ - 澤田綱吉／國分優香里 - 獄寺隼人／市瀬秀和 - 山本武／井上優 - 笹川了平／木内秀信 - 雲雀恭彌／近藤隆ㄈ - 六道骸／飯田利信 - 小孩藍波／竹内順子 - 大人藍波／津田健次郎 - 笹川京子／稻村優奈 - 三浦春／吉田仁美 - 一平／ - Dr.夏馬爾／勝矢 - 山本剛／松山鹰志 - 可樂尼洛／中村太亮 - 迪諾／KENN - 碧洋琪／田中理恵 - 城島犬／内藤玲 - 柿本千種／豐永利行 |


- 發售資訊：2008年3月5日發售（PCCA-02638）
- Oricon排名：過去最高 13位，登場回数 11回[30]

| 1. ／里包恩+可樂尼洛 2. ／獄寺隼人 + 山本武 3. ／雲雀恭彌 4. ／藍波 + 一平 5. ／笹川京子 6. ／六道骸 7. ／大人一平 8. ／里包恩 + 澤田綱吉 9. ／三浦春 10. ／山本武 11. Sakura addiction／雲雀恭彌 + 六道骸 12. ／藍波 13. friend／笹川京子 + 三浦春 14. ...loop／獄寺隼人 15. TSUNA LIFE／澤田綱吉 16. 並盛中学校歌／並盛中學風紀委員会 | 聲優 - 里包恩／ - 澤田綱吉／國分優香里 - 獄寺隼人／市瀬秀和 - 山本武／井上優 - 笹川了平／木内秀信 - 雲雀恭彌／近藤隆 - 六道骸／飯田利信 - 小孩藍波／竹内順子 - 笹川京子／稻村優奈 - 三浦春／吉田仁美 - 一平／ |

《THE VARIA SONGS》
- 發售資訊：2008年12月17日發售（PCCG-00928）
- Oricon排名：過去最高 17位，登場回数 6回[32]

| 曲目 1. ／魯斯里亞 2. ／列威·亞·坦 3. ／貝爾飛格爾 4. ／史佩爾畢·史庫瓦羅 5. ／瑪門 6. ／葛拉·摩斯卡（Inst.） 7. ／XANXUS | 聲優 1. 魯斯里亞／湯澤幸一郎 2. 列威·亞·坦／中野裕斗 3. 貝爾飛格爾／藤原祐規 4. 史佩爾畢·史庫瓦羅／高橋廣樹 5. 瑪門／宍戸留美 6. XANXUS／池田政典 |


- 發售資訊：2009年10月21日發售（PCCG-00911）
- Oricon排名：過去最高 15位，登場回数 8回[34]

| 1. ／澤田綱吉 2. ／獄寺隼人 + 山本武 3. ／里包恩 4. ／藍波 vs 一平 5. ／雲雀恭彌 6. ／笹川了平 7. ／笹川京子 + 三浦春 8. ／拉爾·米爾奇 9. ／六道骸 10. ／庫洛姆·髑髏 11. ／澤田綱吉 with 彭哥列家族 | 聲優 - 澤田綱吉／國分優香里 - 獄寺隼人／市瀬秀和，山本武／井上優 - 里包恩／ - 小孩藍波／竹内順子，一平／ - 雲雀恭彌／近藤隆 - 笹川了平／木内秀信 - 笹川京子／稻村優奈，三浦春／吉田仁美 - 六道骸／飯田利信 - 庫洛姆·髑髏／明坂聰美 - 大人藍波＆斯帕那／津田健次郎 - 拉爾·米爾奇／鈴木真仁 - 巴吉爾／寺崎裕香 - 將尼二／上原健太 - 入江正一／豐永利行 - 碧洋琪／田中理恵 - 風太／三瓶由布子 - 草璧哲矢／高木俊 - 談話：澤田奈奈／深見梨加 |


- 發售資訊：2010年9月15日發售（PCCG-01119）
- Oricon排名：過去最高 33位，登場回数 4回[36]

| 曲目 1. ／澤田綱吉 2. ／里包恩 3. ／獄寺隼人 4. ／山本武 5. Horizon／雲雀恭彌 6. ／笹川了平 7. JUMP!!!／笹川京子 & 三浦春 8. ／藍波 + 一平 9. ／六道骸 10. ／庫洛姆‧髑髏 11. ／澤田綱吉 with 彭哥列家族 | 聲優 - 澤田綱吉／國分優香里 - 里包恩／ - 獄寺隼人／市瀬秀和 - 山本武／井上優 - 雲雀恭彌／近藤隆 - 笹川了平／木内秀信 - 笹川京子／稻村優奈，三浦春／吉田仁美 - 藍波／竹内順子，一平／ - 六道骸／飯田利信 - 庫洛姆·髑髏／明坂聰美 |

#### 單曲
二重唱單曲
- 「Sakura addiction」歌：近藤隆（雲雀恭彌） vs 飯田利信（六道骸）
  - 2007年11月7日發售，分成雲雀恭彌編（PCCA-70201）與六道骸編（PCCA-70202）兩碟。
  - 收錄：Sakura addiction、（雲雀恭彌編）、（六道骸編）
  - Oricon首週排行第7名（日排行最高第4名），11月排行第11名。[37]

註：第5期片尾曲。
- 歌：里包恩 vs 澤田綱吉
  - 2007年12月5日發售（PCCA-02586）
  - 收錄：、TSUNA LIFE

- 歌：獄寺隼人 vs 山本武
  - 2008年1月23日發售（PCCA-02587）
  - 收錄：、...loop、

- 歌：藍波 vs 一平
  - 2008年1月9日發售（PCCA-02588）
  - 收錄：、

- 「friend」歌：笹川京子 vs 三浦春
  - 2008年1月9日發售（PCCA-02589）
  - 收錄：friend、

註：的同名曲（第4期片尾曲）的翻唱
第2彈
- 歌：澤田綱吉／獄寺隼人 vs 山本武
  - （2009年1月21日發售、PCCG-70031）
- 歌：里包恩／藍波 vs 一平
  - （2009年2月4日發售、PCCG-70032）
- 歌：雲雀恭彌／笹川了平
  - （2009年2月18日發售、PCCG-70033）
- 歌：笹川京子 vs 三浦春／拉爾·米爾奇
  - （2009年2月27日發售、PCCG-70034）
- 歌：六道骸／庫洛姆·髑髏
  - （2009年3月4日發售、PCCG-70035）

第3彈
- 歌：白蘭／入江正一
  - （2009年9月16日發售、PCCG-70056）
- 歌：優尼／γ
  - （2009年9月16日發售、PCCG-70057）
- 歌：澤田綱吉／里包恩、大人里包恩
  - （2009年11月18日發售、PCCG-70058）
- 歌：獄寺隼人／山本武
  - （2009年11月18日發售、PCCG-70059）
- 歌：雲雀恭彌／笹川了平
  - （2009年12月2日發售、PCCG-70060）
- 歌：笹川京子 vs 三浦春／藍波 vs 一平
  - （2009年12月2日發售、PCCG-70061）
- 歌：六道骸／庫洛姆·髑髏
  - （2009年12月16日發售、PCCG-70062）

## DVD
台灣由木棉花國際代理。
- 《家庭教師HITMAN REBORN!》全8卷
- 《家庭教師HITMAN REBORN! VS瓦利亞篇》全8卷
- 《家庭教師HITMAN REBORN! 日常篇》全2卷
- 《家庭教師HITMAN REBORN! 未來篇》全7卷
- 《家庭教師HITMAN REBORN! 未來篇X》全10卷
- 《家庭教師HITMAN REBORN! 阿爾柯巴雷諾篇》全3卷
- 《家庭教師HITMAN REBORN! 未來選擇篇》全3卷

| 卷數                                           | 收錄話數                        | 發售日期                        | 產品編號                        | 封面                                      | 初回特典                                                                                      |
| 家庭教師HITMAN REBORN!（全8卷）                | 家庭教師HITMAN REBORN!（全8卷） | 家庭教師HITMAN REBORN!（全8卷） | 家庭教師HITMAN REBORN!（全8卷） | 家庭教師HITMAN REBORN!（全8卷）           | 家庭教師HITMAN REBORN!（全8卷）                                                               |
| ---------------------------------------------- | ------------------------------- | ------------------------------- | ------------------------------- | ----------------------------------------- | --------------------------------------------------------------------------------------------- |
| Bullet.1                                       | 目標1－4                        | 2007年1月26日                   | PCBX-50935                      | 阿綱、里包恩                              | 里包恩和藍波的布娃娃，賽璐珞畫風封套透明板。                                                  |
| Bullet.2                                       | 目標5－8                        | 2007年2月23日                   | PCBX-50940                      | 獄寺、山本、里包恩                        | 賽璐珞畫風封套透明板                                                                          |
| Bullet.3                                       | 目標9－12                       | 2007年3月21日                   | PCBX-50941                      | 小孩藍波、小孩一平、里包恩                | 賽璐珞畫風封套透明板                                                                          |
| Bullet.4                                       | 目標13－16                      | 2007年4月27日                   | PCBX-50942                      | 了平、京子、里包恩                        | 賽璐珞畫風封套透明板                                                                          |
| Bullet.5                                       | 目標17－20                      | 2007年5月25日                   | PCBX-50943                      | 小春、碧洋琪、風太、里包恩                | 賽璐珞畫風封套透明板                                                                          |
| Bullet.6                                       | 目標21－24                      | 2007年6月29日                   | PCBX-50944                      | 雲雀、里包恩                              | 賽璐珞畫風封套透明板                                                                          |
| Bullet.7                                       | 目標25－28                      | 2007年7月27日                   | PCBX-50945                      | 骸、千種、犬                              | 賽璐珞畫風封套透明板                                                                          |
| Bullet.8                                       | 目標29－33                      | 2007年8月31日                   | PCBX-50946                      | 大人藍波、大人一平 里包恩                 | 賽璐珞畫風封套透明板                                                                          |
| 家庭教師HITMAN REBORN! VS瓦利亞篇（全8卷）     |                                 |                                 |                                 |                                           |                                                                                               |
| Battle.1                                       | 目標34－37                      | 2007年11月30日                  | PCBX-50947                      | 超死氣模式阿綱 里包恩                     | 廣播劇CD《》                                                                                  |
| Battle.2                                       | 目標38－41                      | 2007年12月21日                  | PCBX-50948                      | 了平                                      | 廣播劇CD《》                                                                                  |
| Battle.3                                       | 目標42－45                      | 2008年1月25日                   | PCBX-50949                      | 20年後藍波                                | 廣播劇CD《》                                                                                  |
| Battle.4                                       | 目標46－49                      | 2008年2月29日                   | PCBX-50950                      | 獄寺                                      | 廣播劇CD《》                                                                                  |
| Battle.5                                       | 目標50－53                      | 2008年3月19日                   | PCBX-50951                      | 山本                                      | 廣播劇CD《》                                                                                  |
| Battle.6                                       | 目標54－57                      | 2008年4月25日                   | PCBX-50952                      | 庫洛姆、骸                                | 廣播劇CD《》                                                                                  |
| Battle.7                                       | 目標58－61                      | 2008年5月30日                   | PCBX-50953                      | 雲雀                                      | 廣播劇CD《》                                                                                  |
| Battle.8                                       | 目標62－65                      | 2008年6月27日                   | PCBX-51029                      | 超死氣模式阿綱                            | 廣播劇CD《》                                                                                  |
| 家庭教師HITMAN REBORN! 日常篇（全2卷）         |                                 |                                 |                                 |                                           |                                                                                               |
| 前篇                                           | 目標66－69                      | 2008年7月25日                   | PCBX-51039                      | 阿綱、里包恩、山本、京子 碧洋琪、風太     | 廣播劇CD《》                                                                                  |
| 後篇                                           | 目標70－73                      | 2008年8月29日                   | PCBX-51040                      | 獄寺、雲雀、了平、小春 小孩藍波、小孩一平 | 座談會DVD 《》                                                                                |
| 家庭教師HITMAN REBORN! 未來篇（全7卷）         |                                 |                                 |                                 |                                           |                                                                                               |
| Burn.1                                         | 目標74－77                      | 2008年9月17日                   | PCBX-51155                      | 阿綱、拉爾、里包恩                        | 每卷附贈封面插圖特製卡。 廣播劇CD《》                                                         |
| Burn.2                                         | 目標78－81                      | 2008年10月31日                  | PCBX-51156                      | 10年後山本、10年後獄寺                    | 廣播劇CD《》                                                                                  |
| Burn.3                                         | 目標82－85                      | 2008年11月28日                  | PCBX-51157                      | 10年後雲雀                                | 座談會DVD《》                                                                                 |
| Burn.4                                         | 目標86－89                      | 2008年12月26日                  | PCBX-51158                      | 彭哥列I世                                 | 座談會DVD《》                                                                                 |
| Burn.5                                         | 目標90－93                      | 2009年1月30日                   | PCBX-51159                      | 白蘭                                      | 廣播劇CD《》                                                                                  |
| Burn.6                                         | 目標94－97                      | 2009年2月27日                   | PCBX-51160                      | 庫洛姆、10年後骸                          | 廣播劇CD《》                                                                                  |
| Burn.7                                         | 目標98－101                     | 2009年3月18日                   | PCBX-51161                      | 入江正一、切爾貝洛機關                    | 特典DVD《》                                                                                   |
| 家庭教師HITMAN REBORN! 未來篇X（全10卷）       |                                 |                                 |                                 |                                           |                                                                                               |
| X-Burn.1                                       | 目標102－105                    | 2009年4月24日                   | PCBX-51162                      | 拉爾·米爾奇                               | 每卷附贈三方背外盒、初回版特別封套、ED映像明信片。 特典光碟：《》 映像特典：未來篇X 特別談話1 |
| X-Burn.2                                       | 目標106－109                    | 2009年5月29日                   | PCBX-51163                      | 10年後了平                                | 特典光碟：《》 映像特典：未來篇X 特別談話2                                                    |
| X-Burn.3                                       | 目標110－113                    | 2009年6月26日                   | PCBX-51164                      | γ                                         | 特典光碟：《》 映像特典：未來篇X 特別談話3                                                    |
| X-Burn.4                                       | 目標114－117                    | 2009年7月24日                   | PCBX-51165                      | 獄寺                                      | 特典光碟：《》 映像特典：未來篇X 特別談話4                                                    |
| X-Burn.5                                       | 目標118－121                    | 2009年8月28日                   | PCBX-51166                      | 阿綱                                      | 特典光碟：《》 映像特典：未來篇X 特別談話5                                                    |
| X-Burn.6                                       | 目標122－125                    | 2009年9月16日                   | PCBX-51167                      | 山本                                      | 特典光碟：《》 映像特典：未來篇X 特別談話6                                                    |
| X-Burn.7                                       | 目標126－129                    | 2009年10月30日                  | PCBX-51168                      | 斯帕納                                    | 特典光碟：《》 映像特典：未來篇X 特別談話7                                                    |
| X-Burn.8                                       | 目標130－133                    | 2009年11月27日                  | PCBX-51169                      | 雲雀恭彌                                  | 特典光碟：《》 映像特典：未來篇X 特別談話8                                                    |
| X-Burn.9                                       | 目標134－137                    | 2009年12月16日                  | PCBX-51170                      | 幻騎士                                    | 特典光碟：《》 映像特典：未來篇X 特別談話9                                                    |
| X-Burn.10                                      | 目標138－141                    | 2010年1月29日                   | PCBX-51171                      | 10年後XANXUS                              | 特典光碟：《》 映像特典：未來篇X 特別談話10                                                   |
| 家庭教師HITMAN REBORN! 阿爾柯巴雷諾篇（全3卷） |                                 |                                 |                                 |                                           |                                                                                               |
| 上卷                                           | 目標142－145                    | 2010年2月26日                   | PCBX-51172                      | 史卡魯、可樂尼洛                          | 特典光碟：《》                                                                                |
| 中卷                                           | 目標146－149                    | 2010年3月17日                   | PCBX-51173                      | 瑪門、露琪、風                            | 特典光碟：《》                                                                                |
| 下卷                                           | 目標150－153                    | 2010年4月30日                   | PCBX-51174                      | 威爾帝、里包恩                            | 特典光碟：《》                                                                                |
| 家庭教師HITMAN REBORN! 未來選擇篇（全3卷）     |                                 |                                 |                                 |                                           |                                                                                               |
| Choice.1                                       | 標的154-157                     | 2010年5月28日                   | PCBX-51301                      | 澤田綱吉、里包恩                          | 不適用                                                                                        |
| Choice.2                                       | 標的158-161                     | 2010年6月25日                   | PCBX-51302                      | 山本武、獄寺隼人                          | 不適用                                                                                        |
| Choice.3                                       | 標的162-165                     | 2010年7月21日                   | PCBX-51303                      | 10年後迪諾                                | 不適用                                                                                        |

## 評價
- 初期作畫不甚穩定，尤以目標5作畫崩壞最為嚴重（DVD有做修改，並增加過場流暢度），其中又以獄寺變形最為嚴重，在漫迷間戲稱為「五話寺」[38]，故當其後有出現崩壞畫面時，觀眾都會以「五話版」來形容畫面。之後有些話數也有作畫崩壞及Bug出現。但因劇情的增加和其他部分仍然深受大家喜愛，也是日本熱門動畫之一。

## 備註
1. ↑  因播出綜藝節目《早安家族New Star》而造成時間變動。其中8月10日及8月24日因播出北京奧運賽事轉播，調整至18:00播出。
2. ↑  因綜藝節目《早安家族New Star》播畢而造成時間變動。其中2009年1月24日及2009年1月31日因播出《航海王劇場版死亡終點冒險記》(5-5)及《蠟筆小新劇場版》；2009年8月15日因播出《希望不滅守護家園八八賑災總動員》，而暫停播出。2010年2月13日播出時間為17:30－18:00；2010年6月26日因播出《第21屆金曲獎流行音樂類頒獎典禮》暫停播出。
3. ↑  3月3日為18:00播出。因改播日本動畫《航海王》而造成停播。
4. ↑  9月16日為18:28播出。因改播日本動畫《獵人》而造成停播。
5. ↑  因改播日本動畫《我們這一家》而造成停播。
6. ↑  原作是漫畫目標61「晉升」。
7. ↑  原作是小說。

## 外部連結
- （日語）官方網站 （页面存档备份，存于）
- （日語）東京電視台動畫官方網站 （页面存档备份，存于）
- （日語）MMV動畫官方網站 （页面存档备份，存于）
- （日語）商品情報網站
- （繁體中文）台視動畫官方網站 （页面存档备份，存于）
- （繁體中文）木棉花動畫官方網站 （页面存档备份，存于）